# Sokoto (stato)
Sokoto è uno dei 36 stati della Nigeria, situato a nord-ovest della Nigeria con capitale la città omonima di Sokoto, sede storica del Califfato di Sokoto, diventato in seguito Sultanato. L'attuale Sultano è Sa'adu Abubakar IV.

## Città
Le città e i villaggi più popolosi dello Stato di Sokoto sono:
- Arbakwe
- Makwa
- Gwazange
- Satuka
- Boto
- Kiso
- Kolfa
- Kiwo-Allah
- Kafin-Chana
- Kafin-Sarki
- Udan-Marki
- Filask
- Bamgi
- Balle
- Gurdan
- Rafin-Kudu
- Manu
- Katami
- Gande
- Maikulki
- Binji
- Almaji
- Sutti
- Ayama
- Illela
- Rumji
- T. Bako
- Wamako
- Dingyadi
- Bodinga Chilgari
- Shunni
- Waura

- Gada
- Kurawa
- Sabon Birni
- Souloulou
- Yerimawa
- Makamawa
- Gauro
- Goronyo
- Shinaka
- Gigawa
- Wurno
- Marona
- Rabah
- Maikujera
- Gandi
- Tsamia
- Bageya
- Kelarel
- Sainyinan Daji
- Kunkundo
- Yabawa
- Lofa
- Bwoka-Noma
- Shagari
- Jabo
- Chakai
- Dogon-Daji
- Masana
- Tambawel
- Maikada
- Masu
- Kebbe

## Aree a governo locale
Lo stato è suddiviso in ventitré aree a governo locale (local government area):
- Binji
- Bodinga
- Dange Shuni
- Gada
- Goronyo
- Gudu
- Gwadabawa
- Illela
- Isa
- Kebbe
- Kware
- Rabah
- Sabon Birni
- Shagari
- Silame
- Sokoto North
- Sokoto South
- Tambuwal
- Tangaza
- Tureta
- Wamako
- Wurno
- Yabo